# Carlo Molfetta
Carlo Molfetta (* 15. února 1984 Mesagne) je italský reprezentant v taekwondu, člen policejního klubu Centro Sportivo Carabinieri. Je známý pod přezdívkou Lupo (Vlk).
V roce 2000 se stal juniorským mistrem světa. Vyhrál Univerziádu 2003 a vojenské mistrovství světa 2010, na mistrovství světa v taekwondu získal stříbrnou medaili v letech 2001 a 2009 a bronzovou v roce 2011. V roce 2010 se v Petrohradu stal mistrem Evropy ve střední váze. Na olympiádě 2012 v Londýně vyhrál nejtěžší váhovou kategorii a stal se tak prvním italským olympijským vítězem v historii tohoto sportu. Jeho finálovým soupeřem byl Anthony Obame z Gabonu, Molfetta v tomto zápase vyrovnal náskok protivníka až těsně před koncem a když byl i po prodloužení výsledek nerozhodný 9:9, rozhodl o Italově prvenství až výrok rozhodčích.